# آی-۱۰، اسلام‌آباد
آی-۱۰ (به انگلیسی: I-10) یک منطقهٔ مسکونی در پاکستان است که در اسلام‌آباد واقع شده‌است.